# 白虎沟满族蒙古族乡
白虎沟满族蒙古族乡，是中华人民共和国河北省承德市隆化县曾经下辖的一个乡镇级行政单位，2020年被撤销并入步古沟镇。

## 行政区划
白虎沟满族蒙古族乡下辖以下地区：
。